# Староватутинский проезд
Старовату́тинский проезд — улица на северо-востоке Москвы в Бабушкинском районе Северо-восточного административного округа, между улицей Лётчика Бабушкина и Олонецким проездом. До 1986 года — 9-й Ватутинский переулок. Сохраняет название бывшей подмосковной деревни Ватутино, вошедшей в состав Москвы в 1960 году. В ходе реконструкции из существовавших некогда 10 Ватутинских переулков это единственный сохранившийся. В целях избежания одноимённости с улицей Ватутина в Фили—Давыдково переулок был назван Староватутинским проездом.

## Расположение
Староватутинский проезд начинается от улицы Лётчика Бабушкина, пересекает небольшой Ватутинский переулок, Енисейскую улицу и оканчивается на Олонецком проезде. Продолжается пешеходной дорогой с переходом через Яузу и выходом в Северное Медведково на Сухонскую улицу и улицу Молодцова.

## Учреждения и организации
На нечётной стороне:
- Дом 5 — Бабушкинские бани;
- Дом 7 — Спортивно-оздоровительный центр Фонда поддержки ветеранов милиции СВАО;

На чётной стороне:
- Дом 6 и дом 8, строение 1 — Колледж предпринимательства № 15;
- Дом 8 —  Педагогическая академия последипломного образования;
- Дом 12 —  Объединение московских скульпторов;
- Дом 12, строение 2 — Центральная ветеринарная клиника;
- Дом 12, строение 3 — Реставрационно-производственная компания «Борей».

## Общественный транспорт
По Староватутинскому проезду проходят маршруты электробусов (данные на 06 января 2024 года):
- 349: Осташковская улица —  Бабушкинская — Чукотский проезд

## Галерея

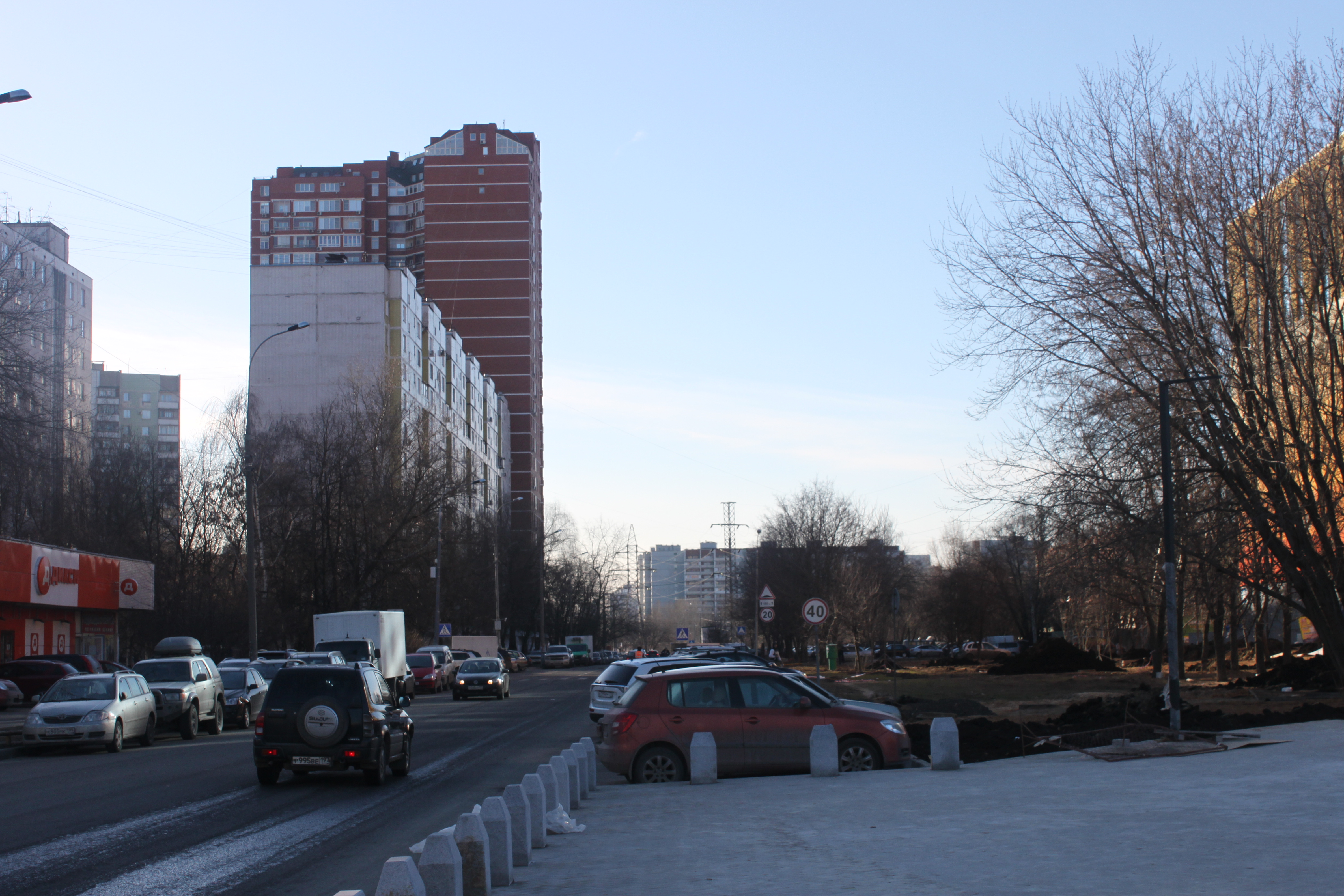
Староватутинский проезд вид с Енисейской улицы (запад)
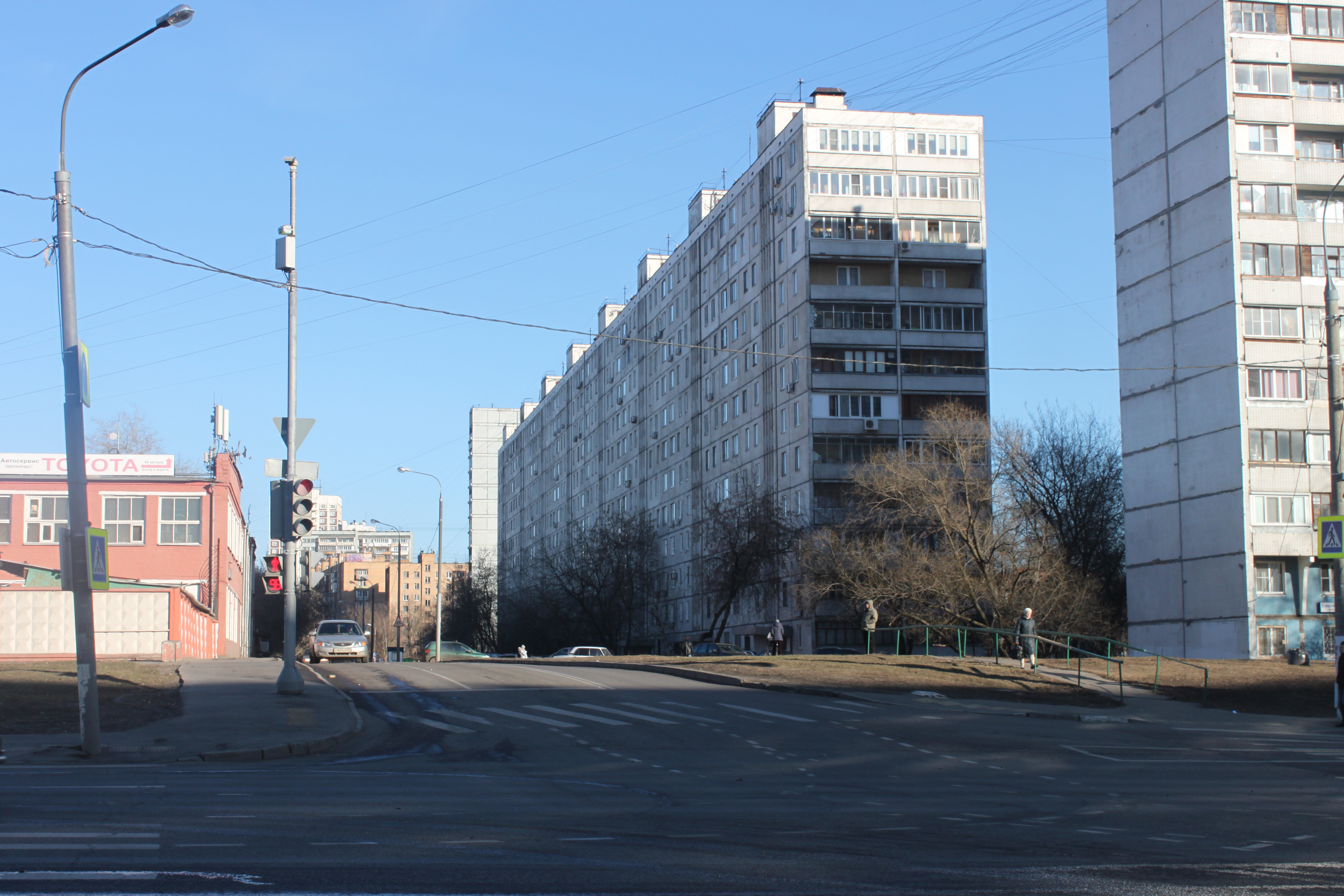
Староватутинский проезд вид с Енисейской улицы (восток)
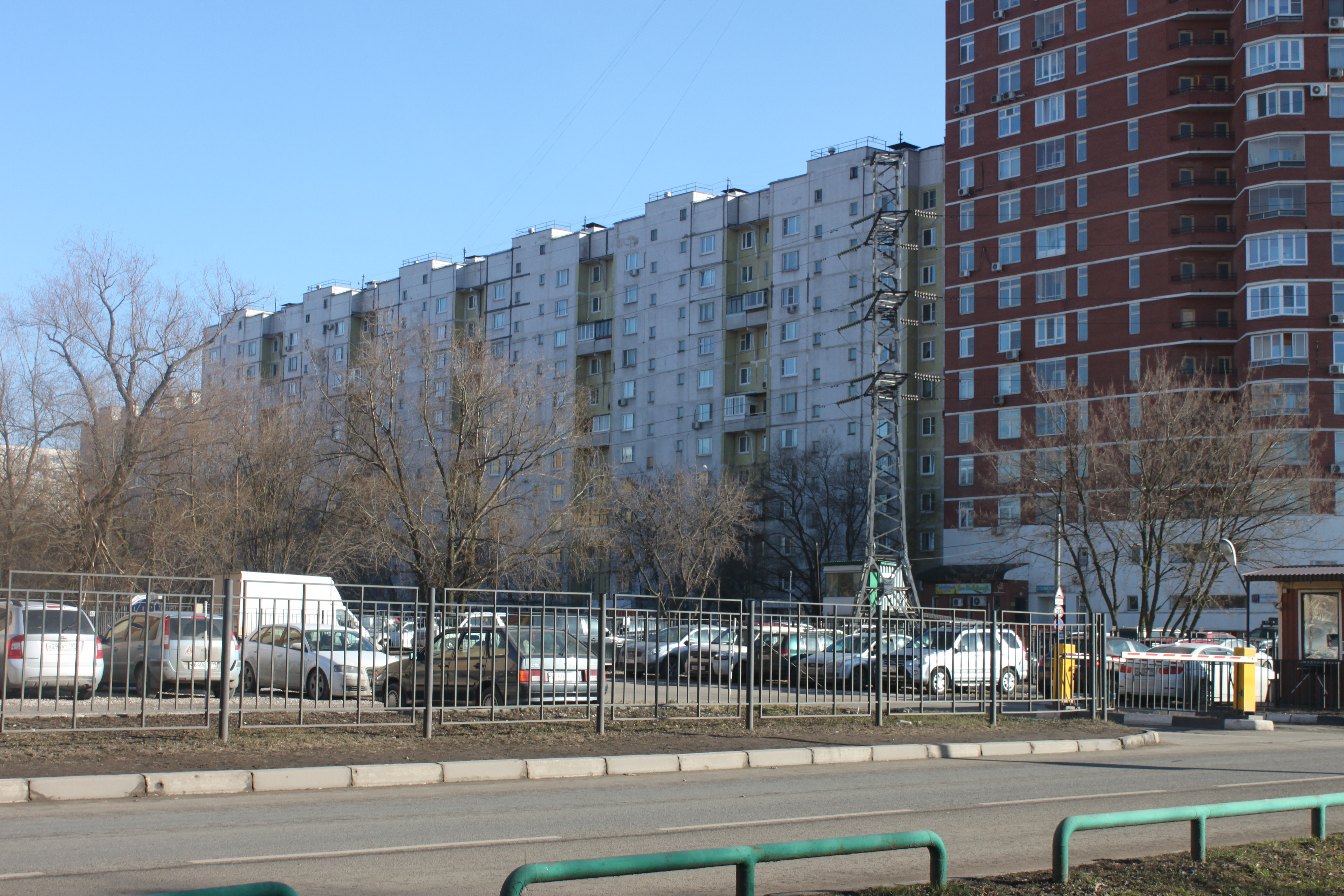
Староватутинский проезд вид из парка
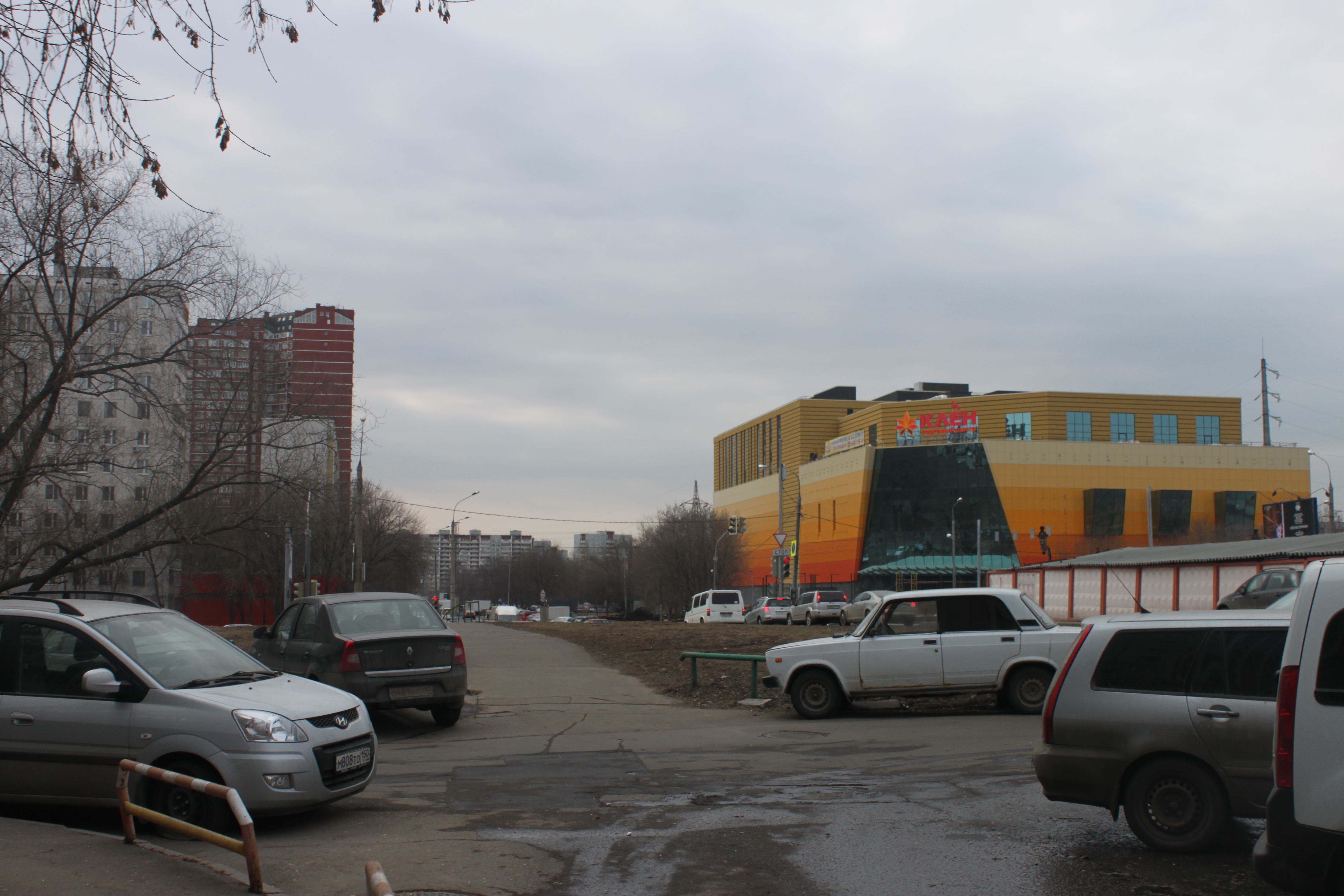
Торговый центр
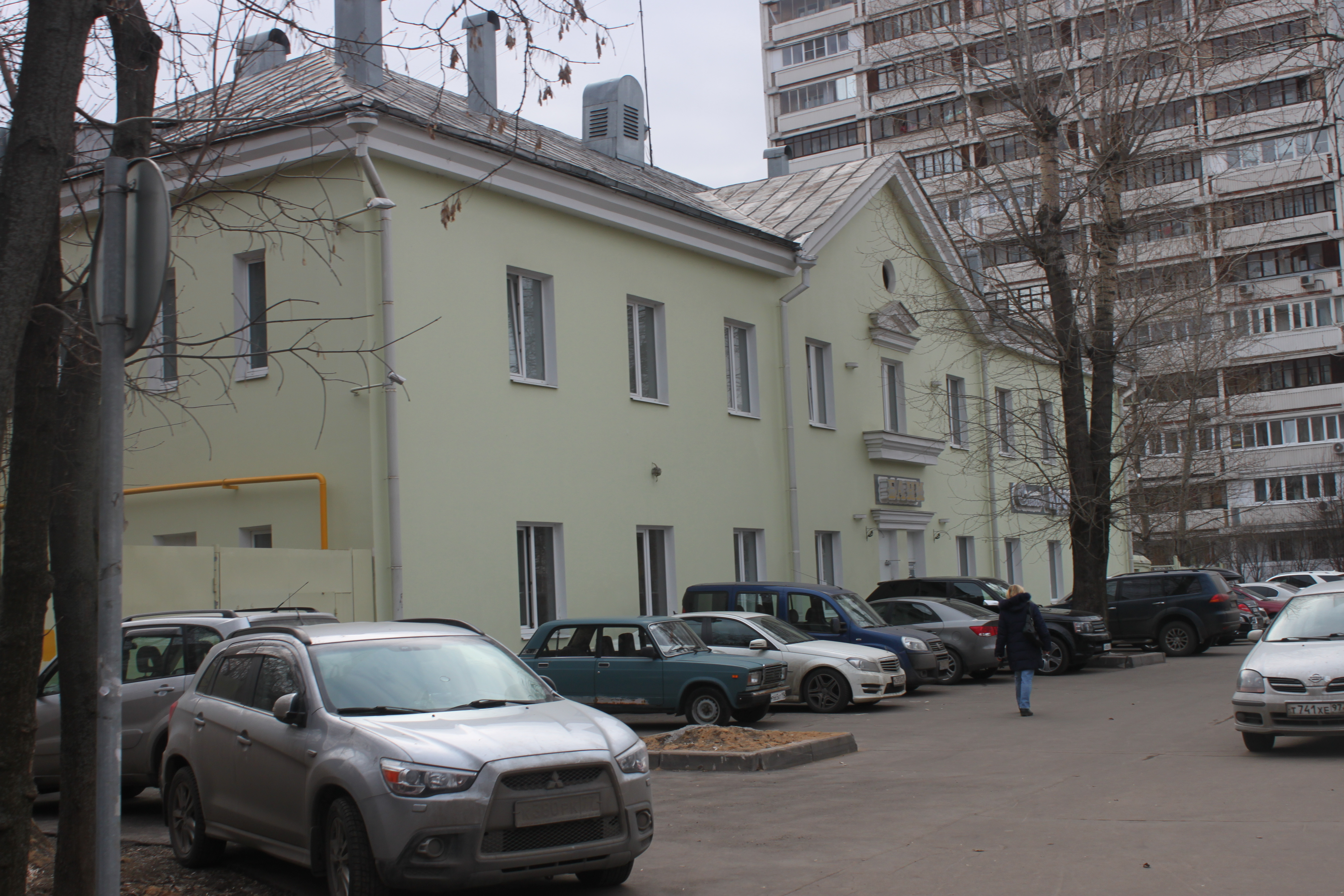
Бани